# Liste von Sakralbauten in Wuppertal
Die Bewohner der Stadt Wuppertal gehören über 50 unterschiedlichen Religionen und Konfessionen an. Der explosionsartige Bevölkerungszuwachs im 19. Jahrhundert begünstigte auch den Bau vieler Sakralgebäude, insbesondere für die in der Stadt besonders stark vertretenen protestantischen Freikirchen. Durch die Tatsache, dass die Gemeinden der Evangelischen Kirche im Rheinland erst in den 1980er Jahren uniert wurden, steht praktisch in jedem Stadtteil eine katholische und je eine ursprünglich lutherische und reformierte Kirche, von denen mittlerweile viele angesichts des Bevölkerungsrückgangs in der Stadt profaniert wurden. Zum Ende des 20. Jahrhunderts kamen vor allem muslimische Gebäude hinzu. Eine weitere Besonderheit der Stadt sind die rund fünfzig, fast ausschließlich konfessionellen Friedhöfe Wuppertals, die ebenfalls zahlreiche Sakralgebäude beherbergen.
Diese Liste versammelt die historischen und aktuellen Gottesdienst- und Versammlungsgebäude der verschiedenen Religionen und Konfessionen in Wuppertal, dazu gehören aktuell knapp 130 Bauten. Einige dieser Bauten werden nicht mehr als Kirchen genutzt, so sind in den letzten Jahren bis 2015 30 Kirchen zur Entwidmung gelangt. Näheres zu den Organisationen selbst siehe unter Liste religiöser Gemeinden in Wuppertal.

## Liste
| Name                                                                | Bild | Stadtbezirk Quartier Lage                                                | Erbauung                              | Religion/Konfession Träger                                                                                           | Bemerkungen |
| ------------------------------------------------------------------- | ---- | ------------------------------------------------------------------------ | ------------------------------------- | --- | --- |
| Alte reformierte Kirche                                             |      | Elberfeld Elberfeld-Mitte 51° 15′ 23,6″ N, 7° 8′ 51″ O                   | 1688–1690                             | evangelisch Kirchenkreis Wuppertal                                                                                   | seit 2005 CityKirche denkmalgeschützt seit 1988                                                                                          |
| Neue reformierte Kirche                                             |      | Elberfeld Elberfeld-Mitte 51° 15′ 18,3″ N, 7° 8′ 6,2″ O                  | 1853–1858                             | evangelisch Kirchengemeinde Elberfeld-West                                                                           | „Sophienkirche“; denkmalgeschützt seit 1984                                                                                              |
| Kirche am Kolk                                                      |      | Elberfeld Elberfeld-Mitte 51° 15′ 27,2″ N, 7° 8′ 54,5″ O                 | 1748–1752                             | evangelisch Kirchengemeinde Elberfeld-Nord                                                                           | denkmalgeschützt seit 1984 |
| Friedhofskirche                                                     |      | Elberfeld Nordstadt 51° 15′ 45,6″ N, 7° 8′ 13,7″ O                       | 1894–1898                             | evangelisch Kirchengemeinde Elberfeld-Nord                                                                           | denkmalgeschützt seit 1991 |
| Friedhofskapelle Reformierter Friedhof Hochstraße                   |      | Elberfeld Nordstadt 51° 15′ 47,5″ N, 7° 8′ 7,8″ O                        | 1843                                  | evangelisch Friedhofsverband Wuppertal                                                                               | |
| Alte Friedhofskapelle Lutherischer Friedhof Hochstraße              |      | Elberfeld Nordstadt 51° 15′ 48,3″ N, 7° 8′ 4,4″ O                        | 1907–1908                             | evangelisch Friedhofsverband Wuppertal                                                                               | 1993 geschlossen denkmalgeschützt seit 1995                                                                                              |
| Neue Friedhofskapelle Lutherischer Friedhof Hochstraße              | neu  | Elberfeld Nordstadt 51° 15′ 47,7″ N, 7° 8′ 4,7″ O                        | 1963                                  | evangelisch Friedhofsverband Wuppertal                                                                               | |
| Thomaskirche                                                        |      | Elberfeld Ostersbaum 51° 16′ 7,1″ N, 7° 9′ 14,4″ O                       | 1909                                  | evangelisch Kirchengemeinde Uellendahl-Ostersbaum                                                                    | denkmalgeschützt seit 1997 |
| Christuskirche Elberfeld                                            |      | Elberfeld Südstadt 51° 14′ 59,4″ N, 7° 8′ 50,3″ O                        | 1899–1901                             | evangelisch Kirchengemeinde Elberfeld-Südstadt                                                                       | denkmalgeschützt seit 1989 |
| Johanneskirche                                                      |      | Elberfeld Grifflenberg 51° 14′ 6,8″ N, 7° 9′ 9,7″ O                      | 1948–1949                             | evangelisch Kirchengemeinde Elberfeld-Südstadt                                                                       | Erbaut nach dem Notkirchenprogramm des Evangelischen Hilfswerks Architekt: Otto Bartning denkmalgeschützt seit 2004                      |
| Kirche an der Uni                                                   |      | Elberfeld Grifflenberg 51° 14′ 44,1″ N, 7° 9′ 5,2″ O                     | 1986–1987                             | evangelisch, römisch-katholisch Evangelische Studierendengemeinde Wuppertal, Katholische Hochschulgemeinde Wuppertal | |
| Diakoniekirche                                                      |      | Elberfeld Nordstadt 51° 15′ 46″ N, 7° 8′ 45,3″ O                         | 1847–1850                             | evangelisch Diakonie Wuppertal                                                                                       | bis 2006 Kreuzkirche denkmalgeschützt seit 1991                                                                                          |
| Gemeindehaus Platz der Republik                                     |      | Elberfeld Ostersbaum 51° 15′ 53,6″ N, 7° 9′ 0,8″ O                       | 1911–1912                             | evangelisch ehem. Kirchengemeinde Elberfeld-Ost                                                                      | 1995 geschlossen denkmalgeschützt seit 1988                                                                                              |
| Saal im Evangelischen Vereinshaus                                   |      | Elberfeld Elberfeld-Mitte 51° 15′ 27,5″ N, 7° 8′ 30,4″ O                 | 1912                                  | evangelisch | seit 1955 Evangelisches Altenheim |
| Martin-Luther-King-Haus                                             |      | Elberfeld Ostersbaum 51° 15′ 47,6″ N, 7° 9′ 24,1″ O                      | 1967                                  | evangelisch ehem. Kirchengemeinde Elberfeld-Ost                                                                      | seit 1997 Kindergarten |
| Kirchsaal Lutherstift                                               |      | Elberfeld Nordstadt 51° 15′ 27,3″ N, 7° 8′ 11,5″ O                       | 1959                                  | evangelisch Diakonie Wuppertal                                                                                       | denkmalgeschützt seit 1985 |
| Kirchsaal Reformiertes Gemeindestift Blankstraße                    |      | Elberfeld Grifflenberg 51° 14′ 59,8″ N, 7° 9′ 8,4″ O                     | 1950                                  | evangelisch Diakonie Wuppertal                                                                                       | |
| St. Laurentius im Turmhof                                           |      | Elberfeld Elberfeld-Mitte                                                | 1732                                  | römisch-katholisch                                                                                                   | Wurde an der Wende zum 19. Jahrhundert zu klein und auch wegen Baufälligkeit aufgegeben.                                                 |
| St. Laurentius                                                      |      | Elberfeld Elberfeld-Mitte 51° 15′ 24,6″ N, 7° 8′ 21,5″ O                 | 1828–1835                             | römisch-katholisch Pfarrgemeinde St. Laurentius                                                                      | denkmalgeschützt seit 1984 |
| St. Marien (Elberfeld)                                              |      | Elberfeld Ostersbaum 51° 15′ 35,3″ N, 7° 9′ 20,9″ O                      | 1886                                  | römisch-katholisch Pfarrgemeinde St. Laurentius                                                                      | denkmalgeschützt seit 1998 |
| Herz Jesu (Elberfeld)                                               |      | Elberfeld Nordstadt 51° 15′ 45,3″ N, 7° 8′ 33,2″ O                       | 1886                                  | römisch-katholisch, Pfarrgemeinde Herz Jesu                                                                          | denkmalgeschützt seit 1992 |
| Kreuzkapelle                                                        |      | Elberfeld Elberfeld-Mitte 51° 15′ 25,4″ N, 7° 8′ 21,4″ O                 | 1970                                  | römisch-katholisch Pfarrgemeinde St. Laurentius                                                                      | Anbau an St. Laurentius |
| Friedhofskapelle Katholischer Friedhof Hochstraße                   |      | Elberfeld Nordstadt 51° 15′ 51,1″ N, 7° 8′ 2,2″ O                        | 1911                                  | römisch-katholisch Pfarrgemeinde St. Laurentius                                                                      | denkmalgeschützt seit 1995 |
| St. Suitbertus                                                      |      | Elberfeld Südstadt 51° 15′ 1,8″ N, 7° 8′ 37,7″ O                         | 1897–1899                             | römisch-katholisch Pfarrgemeinde St. Laurentius                                                                      | denkmalgeschützt seit 1994 |
| St. Hedwig                                                          |      | Elberfeld Grifflenberg 51° 13′ 59,9″ N, 7° 8′ 59,3″ O                    | 1958–1959                             | römisch-katholisch Pfarrverband Wuppertaler Südhöhen                                                                 | |
| Franziskuskapelle                                                   |      | Elberfeld Elberfeld-Mitte                                                | 1967–1976                             | römisch-katholisch Katholische Hochschulgemeinde                                                                     | |
| Kapelle St.-Anna-Schule                                             |      | Elberfeld Nordstadt 51° 15′ 30,7″ N, 7° 8′ 0,9″ O                        | 1907                                  | römisch-katholisch St. Anna-Schule                                                                                   | |
| Altenheimkapelle St. Augustinus                                     |      | Elberfeld Grifflenberg                                                   | 1912/1950                             | römisch-katholisch Caritasverband Wuppertal                                                                          | abgerissen, neue Kapelle im Neubau eingerichtet                                                                                          |
| Kapelle Krankenhaus St. Joseph                                      |      | Elberfeld Elberfeld-Mitte 51° 15′ 34,4″ N, 7° 8′ 36,7″ O                 | 1854–1855                             | römisch-katholisch Kliniken St. Antonius                                                                             | denkmalgeschützt seit 1986 |
| Krankenhauskapelle Maria Hilfe der Christen                         |      | Elberfeld Ostersbaum                                                     | 1988                                  | römisch-katholisch Kliniken St. Antonius                                                                             | Krankenhaus geschlossen, Kapelle 2004 profaniert                                                                                         |
| Kirche auf dem Ölberg                                               |      | Elberfeld Nordstadt 51° 15′ 36,3″ N, 7° 8′ 26,1″ O                       | 1900                                  | evangelisch-freikirchlich BEFG                                                                                       | auch Versammlungsort der African Christian International denkmalgeschützt seit 1985                                                      |
| Gemeindesaal der Freien evangelischen Gemeinde Bergstraße           |      | Elberfeld Nordstadt 51° 15′ 29,8″ N, 7° 8′ 30,6″ O                       | 1958–1959                             | evangelisch-freikirchlich BFeG-Gemeinde Elberfeld                                                                    | |
| Gemeindesaal der Brüdergemeinde Hochstraße                          |      | Elberfeld Nordstadt 51° 15′ 42,6″ N, 7° 8′ 24,2″ O                       |                                       | evangelisch-freikirchlich („geschlossene Brüder“)                                                                    | |
| Haus der Church of Peace                                            |      | Elberfeld Nordstadt 51° 15′ 18″ N, 7° 7′ 54,2″ O                         |                                       | evangelisch-freikirchlich Church of Peace                                                                            | ehemalige Andreas-Murray-Kirche und Jesus-Zentrum                                                                                        |
| Gemeindehaus Hellerstraße                                           |      | Elberfeld Elberfeld-Mitte 51° 15′ 28,9″ N, 7° 9′ 10,4″ O                 | 1889                                  | evangelisch Evangelische Koreanische Missionsgemeinde und apostolisch Apostolische Gemeinschaft                      | ehem. Freie evangelische Gemeinde |
| Gemeindehaus der Altapostolischen Gemeinde                          |      | Elberfeld Südstadt                                                       |                                       | apostolisch Altapostolische Kirche                                                                                   | |
| Leseraum am Döppersberg                                             |      | Elberfeld Elberfeld-Mitte 51° 15′ 19,4″ N, 7° 9′ 11,8″ O                 |                                       | Christian Science Gruppe Wuppertal                                                                                   | |
| Kirche der Christian Science                                        |      | Elberfeld Elberfeld-Mitte 51° 15′ 19,2″ N, 7° 9′ 13,6″ O                 |                                       | Christian Science Gruppe Wuppertal                                                                                   | |
| St. Petri                                                           |      | Elberfeld Ostersbaum 51° 15′ 42,8″ N, 7° 8′ 57,9″ O                      | 1949–1959                             | altlutherisch Kirchengemeinde St. Petri                                                                              | |
| Evangelisch-freikirchliches Gemeindehaus Else-Lasker-Schüler-Straße |      | Elberfeld Ostersbaum 51° 15′ 40,9″ N, 7° 9′ 8,4″ O                       | 1930                                  | evangelisch-freikirchlich BEFG-Gemeinde Baustraße                                                                    | auch Versammlungsraum der Tamilischen Gemeinde Wuppertal                                                                                 |
| Stadtmission Wuppertal                                              |      | Elberfeld Ostersbaum 51° 15′ 40,6″ N, 7° 9′ 13,2″ O                      |                                       | evangelisch ehem. Stadtmission Wuppertal                                                                             | aufgegeben 2010 |
| „Wunderbau“                                                         |      | Elberfeld Ostersbaum 51° 15′ 27,8″ N, 7° 9′ 39,3″ O                      | 1754                                  | evangelisch-freikirchlich Christliches Zentrum Wuppertal (Pfingstbewegung)                                           | auch Versammlungsort der Christlichen Latinogemeinde Wuppertal denkmalgeschützt seit 1987                                                |
| Kirche der Heiligen Gottesmutter                                    |      | Elberfeld Nordstadt 51° 15′ 31,1″ N, 7° 8′ 21,1″ O                       | 1949                                  | serbisch-orthodox Gemeinde Wuppertal                                                                                 | bis 1997 Lutherkirche der Kirchengemeinde Elberfeld-Nord                                                                                 |
| Neuapostolische Kirche Wuppertal-Elberfeld                          |      | Elberfeld Ostersbaum 51° 15′ 36,9″ N, 7° 9′ 17,6″ O                      | 1972                                  | apostolisch Neuapostolische Gemeinde Elberfeld                                                                       | |
| Königreichssaal Wuppertal-Elberfeld                                 |      | Elberfeld Elberfeld-Mitte 51° 15′ 14″ N, 7° 8′ 9,1″ O                    | 1900–1910 (ca.)                       | Zeugen Jehovas | 2019 verkauft denkmalgeschützt seit 1992                                                                                                 |
| Königreichssaal Wuppertal-Elberfeld-Süd                             |      | Elberfeld Südstadt 51° 15′ 9,2″ N, 7° 9′ 1,5″ O                          |                                       | Zeugen Jehovas | 2008 geschlossen |
| Merkez-Moschee                                                      |      | Elberfeld Ostersbaum 51° 15′ 48,3″ N, 7° 8′ 52,7″ O                      |                                       | Sunniten (türkischsprachig) DİTİB                                                                                    | |
| Alte Synagoge Elberfeld                                             |      | Elberfeld Elberfeld-Mitte 51° 15′ 33,3″ N, 7° 8′ 40,3″ O                 | 1865                                  | jüdisch Israelitische Kultusgemeinde Elberfeld                                                                       | zerstört 1938 |
| Haus der jüdischen Kultusgemeinde                                   |      | Elberfeld Elberfeld-Mitte                                                |                                       | jüdisch Jüdische Kultusgemeinde Wuppertal                                                                            | ab 1913 als Jüdisches Altersheim, 1959 bis 2002 als Synagoge genutzt                                                                     |
| Zendo Wuppertal e. V.                                               |      | Elberfeld Südstadt                                                       |                                       | buddhistisch Mahayana-Zen-Buddhismus                                                                                 | |
| Hauptkirche Sonnborn                                                |      | Elberfeld-West Sonnborn 51° 14′ 20,7″ N, 7° 6′ 8,5″ O                    | 1918–1926                             | evangelisch Kirchengemeinde Sonnborn                                                                                 | denkmalgeschützt seit 1992 |
| Friedhofskapelle Alter Evangelischer Friedhof Kirchhofstraße        |      | Elberfeld-West Sonnborn 51° 14′ 27,1″ N, 7° 6′ 4,9″ O                    |                                       | evangelisch Friedhofsverband Wuppertal                                                                               | |
| Friedhofskapelle Neuer Evangelischer Friedhof Kirchhofstraße        |      | Elberfeld-West Sonnborn 51° 14′ 34,4″ N, 7° 6′ 1,7″ O                    |                                       | evangelisch Friedhofsverband Wuppertal                                                                               | |
| St. Joseph                                                          |      | Elberfeld-West Arrenberg 51° 14′ 59″ N, 7° 7′ 22,7″ O                    | 1909–1911                             | römisch-katholisch Pfarrgemeinde St. Laurentius                                                                      | denkmalgeschützt seit 1989 |
| Niederländisch-reformierte Kirche                                   |      | Elberfeld-West Brill 51° 15′ 30,7″ N, 7° 7′ 33,2″ O                      | 1909                                  | evangelisch-freikirchlich Niederländisch-reformierte Gemeinde                                                        | ursprünglich Friedhofskapelle, seit 1989 Pfarrkirche denkmalgeschützt                                                                    |
| Trinitatiskirche                                                    |      | Elberfeld-West Arrenberg 51° 15′ 4,6″ N, 7° 8′ 6,2″ O                    | 1876–1878                             | evangelisch ehem. Kirchengemeinde Elberfeld-West                                                                     | geschlossen 1999, verkauft an einen Orgelhändler denkmalgeschützt seit 1985                                                              |
| Krankenhauskapelle Klinikum Arrenberg                               |      | Elberfeld-West Arrenberg                                                 | 1863                                  | Helios Kliniken GmbH                                                                                                 | ersetzt durch einen Andachtsraum im Haupthaus denkmalgeschützt seit 1995                                                                 |
| Michaelskirche                                                      |      | Elberfeld-West Brill 51° 15′ 36″ N, 7° 7′ 46,2″ O                        | 1967–1968                             | evangelisch ehem. Kirchengemeinde Elberfeld-West                                                                     | letzter Gottesdienst 2006; 2016 abgerissen                                                                                               |
| Kirchsaal Roonstraße                                                |      | Elberfeld-West Brill 51° 15′ 14,5″ N, 7° 7′ 45,3″ O                      | 1967–1968                             | evangelisch ehem. Kirchengemeinde Elberfeld-West                                                                     | 1968 geschlossen, bis 2015 Gemeinderaum denkmalgeschützt seit 1989                                                                       |
| Stephanuskirche                                                     |      | Elberfeld-West Nützenberg 51° 15′ 7″ N, 7° 6′ 51,2″ O                    |                                       | evangelisch ehem. Kirchengemeinde Elberfeld-West                                                                     | hölzerne Kleinkirche, 1996 abgerissen |
| Gemeindezentrum Kyffhäuserstraße                                    |      | Elberfeld-West Nützenberg 51° 15′ 7″ N, 7° 6′ 51,2″ O                    |                                       | evangelisch Kirchengemeinde Elberfeld-West                                                                           | nach 1996 Gottesdienststätte als Ersatz für die Stephanuskirche, seit 2007 Stadtteilzentrum Nützenberg                                   |
| Dorpkirche                                                          |      | Elberfeld-West Nützenberg 51° 15′ 33″ N, 7° 7′ 1,1″ O                    | 1960                                  | evangelisch ehem. Kirchengemeinde Elberfeld-West                                                                     | 1981 verkauft und versetzt nach Bad Wünnenberg, heutige Immanuelkirche                                                                   |
| Landeskirchliche Gemeinschaft Wuppertal                             |      | Elberfeld-West Varresbeck 51° 14′ 49,2″ N, 7° 6′ 20,1″ O                 |                                       | evangelisch Überkonfessioneller Trägerverein                                                                         | |
| Kirche der „Wort Gottes“-Gemeinde                                   |      | Elberfeld-West Varresbeck 51° 15′ 20,5″ N, 7° 6′ 21″ O                   | 1992–1993                             | evangelisch-freikirchlich Gemeinde „Wort Gottes“ (Pfingstbewegung)                                                   | bis 2012 Neuapostolische Gemeinde Varresbeck                                                                                             |
| St. Bonifatius                                                      |      | Elberfeld-West Varresbeck 51° 14′ 57,1″ N, 7° 6′ 7,2″ O                  | 1954–1955                             | römisch-katholisch Pfarrgemeinde St. Bonifatius                                                                      | |
| Königreichssaal Varresbeck                                          |      | Elberfeld-West Varresbeck 51° 15′ 20,2″ N, 7° 5′ 23,8″ O                 |                                       | Zeugen Jehovas | Seit 2019 zentraler Versammlungsort aller Wuppertaler Gruppen                                                                            |
| St. Remigius                                                        |      | Elberfeld-West Sonnborn 51° 14′ 21,1″ N, 7° 5′ 49,9″ O                   | 1976                                  | römisch-katholisch Pfarrgemeinde St. Remigius                                                                        | |
| Kapelle des St. Remigiushaus                                        |      | Elberfeld-West Sonnborn 51° 14′ 21,1″ N, 7° 5′ 49,9″ O                   | 1976                                  | römisch-katholisch                                                                                                   | Ehemalige Altenheimkapelle im Untergeschoss der Kirche St. Remigius, 2011 durch eine neue Kapelle im Erdgeschoss des Altenheims ersetzt. |
| Maximilian-Kolbe-Kapelle                                            |      | Elberfeld-West Zoo 51° 14′ 33,6″ N, 7° 6′ 33,9″ O                        | 1893–1894 (Villa)                     | römisch-katholisch Pfarrgemeinde St. Remigius                                                                        | 2007 letzter Gottesdienst denkmalgeschützt seit 1992                                                                                     |
| Friedhofskapelle Katholischer Friedhof Sonnborn                     |      | Elberfeld-West Sonnborn 51° 14′ 23,6″ N, 7° 5′ 41,3″ O                   |                                       | römisch-katholisch Pfarrgemeinde St. Remigius                                                                        | |
| Kapelle des Paul-Hanisch-Hauses                                     |      | Elberfeld-West Nützenberg 51° 14′ 54,4″ N, 7° 6′ 22,1″ O                 |                                       | römisch-katholisch Caritasverband Wuppertal                                                                          | |
| Friedhofskapelle Krummacherstraße                                   |      | Elberfeld-West Varresbeck 51° 15′ 27,5″ N, 7° 6′ 4,4″ O                  |                                       | evangelisch Friedhofsverband Wuppertal                                                                               | |
| Trauerhalle Jüdischer Friedhof Krummacherstraße                     |      | Elberfeld-West Varresbeck 51° 15′ 28,7″ N, 7° 6′ 5,7″ O                  | 2007–2008                             | jüdisch Jüdische Gemeinde Wuppertal                                                                                  | Architekt: Hans Christoph Goedeking |
| Ehemalige methodistische Kirche Elberfeld                           |      | Elberfeld-West Brill 51° 15′ 38,3″ N, 7° 7′ 56,4″ O                      | 1953                                  | Evangelisch-methodistische Kirche                                                                                    | 2015 abgerissen |
| Adventgemeinde Elberfeld                                            |      | Elberfeld-West Brill 51° 15′ 20,3″ N, 7° 7′ 51,1″ O                      |                                       | Siebenten-Tags-Adventisten                                                                                           | 2006 geschlossen |
| Versammlungsort der Quäker                                          |      | Elberfeld-West Zoo 51° 14′ 32,3″ N, 7° 6′ 43,3″ O                        |                                       | Religiöse Versammlung der Freunde (Quäker)                                                                           | Nach dem Tod von Hanna Jordan im Jahre 2014 trifft sich die Gruppe seit Juni 2014 in der Alten Feuerwache.                               |
| Fatih-Moschee                                                       |      | Elberfeld-West Arrenberg 51° 14′ 57,7″ N, 7° 7′ 24,4″ O                  | 1870                                  | Sunniten (Deutsch/Türkisch) (WIB e. V.)                                                                              | Nutzung ab 1978 |
| Katernberger Vereinshaus                                            |      | Uellendahl-Katernberg Beek 51° 16′ 24,2″ N, 7° 6′ 47,5″ O                | 1903–1904                             | evangelisch Kirchengemeinde Elberfeld-Nord                                                                           | |
| Auferstehungskirche (Katernberg)                                    |      | Uellendahl-Katernberg Nevigeser Straße 51° 16′ 24,6″ N, 7° 7′ 15,2″ O    | 1953–1954                             | evangelisch Kirchengemeinde Elberfeld-Nord                                                                           | |
| Erlöserkirche (Katernberg)                                          |      | Uellendahl-Katernberg Nevigeser Straße                                   | 1965                                  | evangelisch ehem. Kirchengemeinde Elberfeld-Nord                                                                     | abgebrannt im Dezember 1994 |
| Gemeindezentrum Am Eckbusch                                         |      | Uellendahl-Katernberg Eckbusch 51° 16′ 41,7″ N, 7° 6′ 32,9″ O            | 1979                                  | evangelisch Kirchengemeinde Elberfeld-Nord                                                                           | |
| Christ König                                                        |      | Uellendahl-Katernberg Nevigeser Straße 51° 16′ 48″ N, 7° 7′ 35″ O        | 1960                                  | römisch-katholisch Pfarrgemeinde Herz Jesu                                                                           | denkmalgeschützt seit 2000 |
| Trauerhalle Friedhof Bredtchen                                      |      | Uellendahl-Katernberg Nevigeser Straße 51° 16′ 25,9″ N, 7° 7′ 56,9″ O    | 1882                                  | evangelisch Friedhofsverband Wuppertal                                                                               | in Benutzung nur für nicht-konfessionelle Beisetzungen                                                                                   |
| Friedhofskapelle Bredtchen                                          |      | Uellendahl-Katernberg Nevigeser Straße 51° 16′ 25,1″ N, 7° 7′ 57,2″ O    |                                       | evangelisch Friedhofsverband Wuppertal                                                                               | |
| Bethesdakirche                                                      |      | Uellendahl-Katernberg Nevigeser Straße 51° 16′ 6,4″ N, 7° 7′ 41,9″ O     | 1976–1977                             | evangelisch-freikirchlich (Methodistengemeinde) Wuppertal                                                            | |
| Kapelle Krankenhaus Bethesda                                        |      | Uellendahl-Katernberg Nevigeser Straße                                   | 1927                                  | evangelisch Bethesda-Krankenhaus Wuppertal                                                                           | Nicht mehr existent, wurde aufgelöst. Im Untergeschoss befindet sich eine moderne Kapelle.                                               |
| Lukaskirche                                                         |      | Uellendahl-Katernberg Uellendahl-West 51° 16′ 32,1″ N, 7° 9′ 8,8″ O      | 1927–1928                             | evangelisch ehem. Kirchengemeinde Uellendahl-Ostersbaum                                                              | 2007 geschlossen denkmalgeschützt seit 2004                                                                                              |
| St. Michael                                                         |      | Uellendahl-Katernberg Uellendahl-West 51° 16′ 38,4″ N, 7° 9′ 6,5″ O      | 1959                                  | römisch-katholisch Pfarrgemeinde Herz Jesu                                                                           | |
| Krankenhauskapelle St. Monika                                       |      | Uellendahl-Katernberg                                                    | 1965                                  | römisch-katholisch Kliniken St. Antonius                                                                             | |
| Kapelle St. Anna                                                    |      | Uellendahl-Katernberg Uellendahl-West 51° 16′ 30,5″ N, 7° 8′ 31,1″ O     | 1904                                  | russisch-orthodox Pfarrgemeinde Hl. Neu-Märtyrerinnen Elisabeth und Warwara                                          | ehem. Krankenhauskapelle |
| Philippuskirche                                                     |      | Uellendahl-Katernberg Uellendahl-West 51° 16′ 55″ N, 7° 9′ 1,6″ O        | 1969                                  | evangelisch Kirchengemeinde Uellendahl-Ostersbaum                                                                    | Schließung im November 2021 beschlossen                                                                                                  |
| Gemeindezentrum Uellendahl                                          |      | Uellendahl-Katernberg Uellendahl-Ost 51° 16′ 56,2″ N, 7° 9′ 36,3″ O      | 1967                                  | evangelisch Kirchengemeinde Uellendahl-Ostersbaum                                                                    | |
| Matthäuskirche                                                      |      | Uellendahl-Katernberg Uellendahl-Ost 51° 17′ 7,1″ N, 7° 9′ 59″ O         | 1962                                  | evangelisch ehem. Kirchengemeinde Uellendahl-Ostersbaum                                                              | 2007 geschlossen |
| St. Johannes der Evangelist/Roncallizentrum                         |      | Uellendahl-Katernberg Uellendahl-Ost 51° 17′ 9,1″ N, 7° 10′ 10,3″ O      | 1974–1975                             | römisch-katholisch Pfarrgemeinde Herz Jesu                                                                           | ehem. Filialkirche von St. Michael |
| Kapelle Kohlstraße                                                  |      | Uellendahl-Katernberg Uellendahl-Ost 51° 17′ 6,6″ N, 7° 9′ 9″ O          | 1860                                  | evangelisch | heute Wohnhaus denkmalgeschützt seit 1991                                                                                                |
| Kirche der Lebensspendenden Quelle                                  |      | Uellendahl-Katernberg Uellendahl-Ost 51° 16′ 46,4″ N, 7° 9′ 53,7″ O      | 1896                                  | griechisch-orthodox Gemeinde Wuppertal                                                                               | denkmalgeschützt seit 1991 |
| Katholische Friedhofskapelle Uellendahl                             |      | Uellendahl-Katernberg Uellendahl-Ost 51° 16′ 48,6″ N, 7° 9′ 48,2″ O      | 1978                                  | römisch-katholisch Pfarrgemeinde St. Laurentius                                                                      | |
| Kapelle im Kinderhaus St. Michael                                   |      | Uellendahl-Katernberg Uellendahl-West                                    | 1926                                  | römisch-katholisch Stiftung ‘Kinderhaus St. Michael’                                                                 | 2007 abgerissen |
| Evangelische Kirche Dönberg                                         |      | Uellendahl-Katernberg Dönberg 51° 17′ 56,2″ N, 7° 9′ 45,8″ O             | 1845–1846                             | evangelisch Kirchengemeinde Dönberg                                                                                  | denkmalgeschützt seit 1984 |
| St. Maria Hilf                                                      |      | Uellendahl-Katernberg ;Dönberg 51° 17′ 45″ N, 7° 9′ 35,1″ O              | 1985                                  | römisch-katholisch Pfarrgemeinde Herz Jesu                                                                           | |
| Neuapostolische Kirche Wuppertal-Vohwinkel                          |      | Vohwinkel Westring 51° 13′ 50,5″ N, 7° 4′ 56,2″ O                        | 1961                                  | apostolisch Neuapostolische Gemeinde Vohwinkel                                                                       | |
| Markuskirche                                                        |      | Vohwinkel Lüntenbeck 51° 15′ 18,8″ N, 7° 5′ 11,5″ O                      | 1953                                  | evangelisch ehem. Kirchengemeinde Sonnborn                                                                           | 2013 geschlossen, seit Ende 2014 ein Tanzzentrum                                                                                         |
| Gemeinde Bekennender Christen                                       |      | Vohwinkel Westring 51° 13′ 34,5″ N, 7° 4′ 4,1″ O                         |                                       | neo-evangelikal (IABC)                                                                                               | 2014 geschlossen |
| Evangelische Kirche Vohwinkel                                       |      | Vohwinkel Vohwinkel-Mitte 51° 13′ 45,1″ N, 7° 4′ 7,7″ O                  |                                       | evangelisch Kirchengemeinde Vohwinkel                                                                                | denkmalgeschützt seit 1989 |
| Kirche auf dem Bremkamp                                             |      | Vohwinkel Westring 51° 13′ 16,9″ N, 7° 3′ 23,9″ O                        | 1959                                  | evangelisch , ehem. Kirchengemeinde Vohwinkel                                                                        | letzter Gottesdienst 2008, 2020 abgerissen                                                                                               |
| Kirche Goerdelerstraße                                              |      | Vohwinkel Vohwinkel-Mitte 51° 13′ 54,3″ N, 7° 4′ 49,9″ O                 |                                       | evangelisch ehem. Kirchengemeinde Vohwinkel                                                                          | 2016 abgerissen |
| Kirchsaal Lessingstraße                                             |      | Vohwinkel Vohwinkel-Mitte 51° 14′ 16,4″ N, 7° 5′ 11,1″ O                 |                                       | evangelisch Kirchengemeinde Vohwinkel                                                                                | Wird nur gelegentlich genutzt |
| Friedhofskapelle Ehrenhainstraße                                    |      | Vohwinkel Westring 51° 13′ 37,5″ N, 7° 4′ 31,6″ O                        |                                       | evangelisch Friedhofsverband Wuppertal                                                                               | denkmalgeschützt seit 1992 |
| St. Mariä Empfängnis                                                |      | Vohwinkel Vohwinkel-Mitte 51° 13′ 48″ N, 7° 4′ 16,9″ O                   | 1906–1907                             | römisch-katholisch Pfarrgemeinde Mariä Empfängnis und St. Ludger                                                     | denkmalgeschützt seit 1991 |
| St. Ludger                                                          |      | Vohwinkel Westring 51° 13′ 15,6″ N, 7° 3′ 13,2″ O                        | 1962–1967                             | römisch-katholisch Pfarrgemeinde Mariä Empfängnis und St. Ludger                                                     | denkmalgeschützt seit 2004 |
| Friedhofskapelle Gräfrather Straße                                  |      | Vohwinkel Westring 51° 13′ 25,7″ N, 7° 4′ 13,9″ O                        |                                       | römisch-katholisch Pfarrgemeinde Mariä Empfängnis und St. Ludger                                                     | |
| Freie evangelische Gemeinde Vohwinkel                               |      | Vohwinkel Vohwinkel-Mitte 51° 13′ 50,9″ N, 7° 4′ 28,7″ O                 |                                       | evangelisch-freikirchlich BFeG-Gemeinde Vohwinkel                                                                    | |
| Evangelisch-Freikirchliche Gemeinde Vohwinkel                       |      | Vohwinkel Vohwinkel-Mitte 51° 13′ 54,4″ N, 7° 4′ 34,3″ O                 | 1911                                  | evangelisch-freikirchlich BEFG-Gemeinde Vohwinkel                                                                    | |
| Gemeindesaal Kirschsiepen 9                                         |      | Vohwinkel Vohwinkel-Mitte 51° 13′ 43,9″ N, 7° 3′ 57,3″ O                 | 1911                                  | evangelisch-freikirchlich („geschlossene Brüder“)                                                                    | |
| Pfarrkirche Schöller                                                |      | Vohwinkel Schöller-Dornap 51° 14′ 42,3″ N, 7° 1′ 45,9″ O                 | 12. Jahrhundert                       | evangelisch Evangelisch-reformierte Kirchengemeinde Gruiten-Schöller                                                 | denkmalgeschützt seit 1988 |
| Friedhofskapelle Städtischer Friedhof Schöller                      |      | Vohwinkel Schöller-Dornap 51° 14′ 45,1″ N, 7° 1′ 58,6″ O                 |                                       | nicht konfessionell Stadt Wuppertal                                                                                  | |
| Mimar-Sinan-Moschee                                                 |      | Vohwinkel Vohwinkel-Mitte 51° 13′ 46,5″ N, 7° 4′ 0,7″ O                  |                                       | Sunniten (türkischsprachig) DİTİB                                                                                    | |
| Anur-Moschee                                                        |      | Vohwinkel Vohwinkel-Mitte 51° 13′ 45,4″ N, 7° 3′ 49,8″ O                 |                                       | Sunniten (arabischsprachig)                                                                                          | |
| Imam-Hussein-Moschee                                                |      | Vohwinkel Vohwinkel-Mitte 51° 14′ 7,3″ N, 7° 5′ 5,6″ O                   |                                       | Schiiten | |
| Reformierte Kirche Cronenberg                                       |      | Cronenberg Cronenberg-Mitte 51° 12′ 19,9″ N, 7° 7′ 43,6″ O               | 1766                                  | evangelisch Kirchengemeinde Cronenberg                                                                               | denkmalgeschützt seit 1984 |
| Zentrum Emmaus                                                      |      | Cronenberg Cronenberg-Mitte 51° 12′ 24″ N, 7° 7′ 55,9″ O                 | 1856–1857                             | evangelisch Kirchengemeinde Cronenberg                                                                               | seit 2010 Gemeindezentrum, denkmalgeschützt seit 1985                                                                                    |
| Gottesdienstsaal im Kindergarten Friedenskirche                     |      | Cronenberg Hahnerberg 51° 13′ 6,7″ N, 7° 9′ 5,6″ O                       |                                       | evangelisch Diakonie Wuppertal                                                                                       | bis 2017 Kirchengemeinde Cronenberg |
| Nikodemuskirche                                                     |      | Cronenberg Sudberg 51° 10′ 52,6″ N, 7° 8′ 17,5″ O                        |                                       | evangelisch Kirchengemeinde Cronenberg                                                                               | |
| Friedhofskapelle Solinger Straße                                    |      | Cronenberg Cronenberg-Mitte 51° 12′ 14″ N, 7° 7′ 22,8″ O                 | 1907/08                               | evangelisch Friedhofsverband Wuppertal                                                                               | |
| Kirchsaal Küllenhahn                                                |      | Cronenberg Hahnerberg 51° 13′ 43,1″ N, 7° 8′ 57,1″ O                     | 1912                                  | evangelisch Kirchengemeinde Küllenhahn                                                                               | |
| Gemeindezentrum Hahnerberg                                          |      | Cronenberg Hahnerberg 51° 13′ 6,7″ N, 7° 9′ 5,6″ O                       |                                       | evangelisch ehem. Evangelisch-reformierte Kirchengemeinde Cronenberg                                                 | 1989 geschlossen |
| Heilige Ewalde                                                      |      | Cronenberg Cronenberg-Mitte 51° 12′ 36,1″ N, 7° 8′ 22,9″ O               |                                       | römisch-katholisch Pfarrgemeinde Hl. Ewalde                                                                          | |
| Friedhofskapelle Katholischer Friedhof Cronenberg                   |      | Cronenberg Cronenfeld 51° 12′ 36,7″ N, 7° 8′ 17″ O                       |                                       | römisch-katholisch Pfarrgemeinde Hl. Ewalde                                                                          | |
| Versöhnungskirche                                                   |      | Cronenberg Cronenberg-Mitte 51° 12′ 8,6″ N, 7° 7′ 57,4″ O                |                                       | evangelisch-freikirchlich BEFG-Gemeinde Cronenberg                                                                   | |
| Neuapostolische Kirche Wuppertal-Cronenberg                         |      | Cronenberg Cronenberg-Mitte 51° 12′ 23,7″ N, 7° 7′ 50,4″ O               | 1970                                  | apostolisch Neuapostolische Kirche, Gem. Cronenberg                                                                  | |
| Gemarker Kirche                                                     |      | Barmen Barmen-Mitte 51° 16′ 16,6″ N, 7° 11′ 51,5″ O                      | 1955                                  | evangelisch Kirchengemeinde Gemarke-Wupperfeld                                                                       | denkmalgeschützt seit 1992 |
| Friedenskirche Barmen                                               |      | Barmen Barmen-Mitte                                                      | 1869–1871                             | evangelisch Evangelisch-lutherische Kirchengemeinde Wupperfeld                                                       | 1943 zerstört, Ruine 1952 abgetragen |
| Gemeindezentrum Friedensheim                                        |      | Barmen Barmen-Mitte 51° 16′ 26,5″ N, 7° 12′ 7,4″ O                       | 1912–1913                             | evangelisch-freikirchlich Selbstständig Evangelisch-Reformierte Gemeinde Barmen                                      | ehem. Kirchengemeinde Gemarke-Wupperfeld denkmalgeschützt seit 1994                                                                      |
| Alte Hatzfelder Kapelle                                             |      | Barmen Hatzfeld                                                          | 1867                                  | Evangelische Kirchengemeinde Hatzfeld                                                                                | 1964 aufgegeben, 1998 abgerissen |
| Hatzfelder Kirche                                                   |      | Barmen Hatzfeld 51° 17′ 10,7″ N, 7° 10′ 50,3″ O                          | 1963–1964                             | evangelisch ehem. Kirchengemeinde Gemarke-Wupperfeld                                                                 | 2017 verkauft |
| Freie evangelische Gemeinde Barmen                                  |      | Barmen Unterdörnen 77 51° 16′ 6,6″ N, 7° 11′ 28,6″ O                     | 1863–1864                             | evangelisch-freikirchlich BFeG-Gemeinde Barmen                                                                       | |
| Pauluskirche                                                        |      | Barmen Friedrich-Engels-Allee 51° 15′ 36,6″ N, 7° 10′ 1,4″ O             | 1881–1882                             | evangelisch Kirchengemeinde Unterbarmen                                                                              | unterhalten durch den Freundeskreis Pauluskirche Unterbarmen e. V.; denkmalgeschützt seit 1989                                           |
| Gemeindesaal Hesselnberg                                            |      | Barmen Hesselnberg 51° 15′ 19,3″ N, 7° 10′ 7,3″ O                        | 1963; Umbau 1994                      | evangelisch ehem. Kirchengemeinde Unterbarmen                                                                        | 2014 geschlossen |
| Kapelle des Theologischen Zentrums                                  |      | Barmen Loh 51° 15′ 54,7″ N, 7° 10′ 15,6″ O                               | 2005                                  | evangelisch Theologisches Zentrum Wuppertal                                                                          | |
| Rotter Kirche                                                       |      | Barmen Rott 51° 16′ 30,7″ N, 7° 11′ 6,3″ O                               | 1964                                  | evangelisch Kirchengemeinde Unterbarmen                                                                              | |
| Christuskirche Barmen                                               |      | Barmen Friedrich-Engels-Allee 51° 16′ 11,2″ N, 7° 11′ 30,6″ O            | 1969–1973                             | evangelisch Kirchengemeinde Unterbarmen                                                                              | 2013 geschlossen |
| Unterbarmer Hauptkirche                                             |      | Barmen Martin-Luther-Straße 51° 15′ 56,6″ N, 7° 10′ 49,5″ O              | 1828–1832                             | evangelisch Kirchengemeinde Unterbarmen                                                                              | denkmalgeschützt seit 1984 |
| Dietrich-Bonhoeffer-Kirche                                          |      | Barmen Clausen 51° 16′ 16,8″ N, 7° 10′ 23,9″ O                           | 1960                                  | evangelisch Kirchengemeinde Unterbarmen                                                                              | 2010 geschlossen, Turm abgerissen |
| St. Christophorus                                                   |      | Barmen Lichtenplatz 51° 14′ 38,1″ N, 7° 11′ 32,2″ O                      | 1956                                  | römisch-katholisch Pfarrgemeinde St. Christophorus                                                                   | |
| Lichtenplatzer Kapelle                                              |      | Barmen Lichtenplatz 51° 14′ 54,8″ N, 7° 11′ 34,4″ O                      | 1904                                  | evangelisch Kirchengemeinde Unterbarmen-Süd                                                                          | |
| Friedhofskapelle Unterbarmer Friedhof                               |      | Barmen Hesselnberg 51° 15′ 28,3″ N, 7° 10′ 24,6″ O                       | 1880; 1919–1920; 1928–1929            | evangelisch Friedhofsverband Wuppertal                                                                               | |
| Petruskirche                                                        |      | Barmen Kothen 51° 15′ 44,8″ N, 7° 11′ 12,8″ O                            | 1962–1963                             | evangelisch ehem. Kirchengemeinde Unterbarmen-Süd                                                                    | 2006 geschlossen |
| Gemeindezentrum Petruskirche/Meckelstraße                           |      | Barmen Kothen 51° 15′ 56,5″ N, 7° 11′ 43,4″ O                            | 1965                                  | evangelisch Kirchengemeinde Unterbarmen-Süd                                                                          | |
| Ehemalige Beerdigungskapelle im Klinikum Barmen                     |      | Barmen Clausen 51° 16′ 29,4″ N, 7° 10′ 32,2″ O                           | 1910                                  | Helios Kliniken GmbH                                                                                                 | Nutzung als Lager denkmalgeschützt seit 1995                                                                                             |
| Friedhofskapelle Hugostraße                                         |      | Barmen Sedansberg 51° 16′ 59,8″ N, 7° 12′ 9″ O                           | 1925–1926                             | evangelisch Evangelischer Friedhofsverband Wuppertal                                                                 | denkmalgeschützt seit 2009 |
| St. Pius X.                                                         |      | Barmen Clausen 51° 16′ 37,6″ N, 7° 10′ 41,4″ O                           | 1960–1964                             | römisch-katholisch Pfarrverband Barmen-Nordost                                                                       | denkmalgeschützt seit 2001 |
| St. Konrad                                                          |      | Barmen Hatzfeld 51° 17′ 39,4″ N, 7° 11′ 50,3″ O                          | 1967–1977                             | römisch-katholisch Pfarrverband Barmen-Nordost                                                                       | |
| St. Marien (Barmen)                                                 |      | Barmen Sedansberg 51° 16′ 48,6″ N, 7° 11′ 48,6″ O                        | 1930–1931                             | römisch-katholisch Pfarrverband Barmen-Nordost                                                                       | Architekt: Felix Dahmen denkmalgeschützt seit 1996                                                                                       |
| Eben-Ezer-Kapelle                                                   |      | Barmen Friedrich-Engels-Allee 51° 15′ 56,8″ N, 7° 11′ 1″ O               | 1855–1856                             | evangelisch-freikirchlich BEFG-Gemeinde Unterbarmen                                                                  | „Köbner’s Kirche“; denkmalgeschützt seit 1984                                                                                            |
| Familienkirche Barmen                                               |      | Barmen Barmen-Mitte                                                      | 1987–1988 (Herrichtung zum Kirchsaal) | evangelisch-freikirchlich Gemeinde der Christen Ecclesia (Pfingstbewegung)                                           | |
| Gemeindehaus Wuppertal                                              |      | Barmen Friedrich-Engels-Allee 51° 15′ 53,9″ N, 7° 10′ 53,5″ O            |                                       | Mormonen Kirche Jesu Christi der Heiligen der Letzten Tage                                                           | 1975 |
| Herz Jesu (Barmen)                                                  |      | Barmen Loh 51° 15′ 47,9″ N, 7° 10′ 27″ O                                 | 1902–1903                             | römisch-katholisch Pfarrgemeinde St. Antonius                                                                        | |
| St. Antonius                                                        |      | Barmen Friedrich-Engels-Allee 51° 16′ 14,3″ N, 7° 11′ 43,7″ O            | 1969–1973, 1883                       | römisch-katholisch Pfarrgemeinde St. Antonius                                                                        | |
| Friedhofskapelle Schützenstraße                                     |      | Barmen Sedansberg 51° 16′ 48,7″ N, 7° 11′ 10,7″ O                        |                                       | römisch-katholisch Pfarrgemeinde St. Antonius                                                                        | |
| Kapelle der katholisch-apostolischen Gemeinde                       |      | Barmen Kothen 51° 15′ 45,2″ N, 7° 11′ 2,7″ O                             | 1876                                  | apostolisch katholisch-apostolische Gemeinde                                                                         | |
| Erlöserkirche Barmen                                                |      | Barmen Sedansberg 51° 16′ 55,2″ N, 7° 12′ 3,5″ O                         | 1914                                  | evangelisch Kirchengemeinde Wichlinghausen-Nächstebreck                                                              | denkmalgeschützt seit 1985 |
| Markuskirche                                                        |      | Barmen Kothen 51° 15′ 40,4″ N, 7° 10′ 47,6″ O                            |                                       | Die Christengemeinschaft Gemeinde Wuppertal                                                                          | 1956 erbaut. |
| Gemeinderaum der Maranatha-Gemeinde                                 |      | Barmen Friedrich-Engels-Allee 51° 15′ 42,7″ N, 7° 10′ 24″ O              |                                       | freikirchlich-evangelikal Maranatha–Missionsbund zur Ausbreitung des urchristlichen Evangeliums                      | |
| Versammlungsraum Zur Scheuren 6a                                    |      | Barmen Barmen-Mitte 51° 16′ 48,6″ N, 7° 11′ 48,6″ O                      |                                       | evangelisch-freikirchlich („Geschlossene Brüder“)                                                                    | |
| Neuapostolische Kirche Wuppertal-Barmen                             |      | Barmen Barmen-Mitte 51° 16′ 22,5″ N, 7° 12′ 6,5″ O                       | 1952                                  | apostolisch Neuapostolische Gemeinde Barmen                                                                          | |
| Neuapostolische Kirche Wuppertal-Hatzfeld                           |      | Barmen Hatzfeld 51° 17′ 15,9″ N, 7° 10′ 53,7″ O                          | 1976                                  | apostolisch Neuapostolische Gemeinde Hatzfeld                                                                        | |
| Adventgemeinde Barmen                                               |      | Barmen Barmen-Mitte 51° 16′ 23,2″ N, 7° 11′ 55,7″ O                      | 1955                                  | Siebenten-Tags-Adventisten                                                                                           | |
| Fatih-Moschee                                                       |      | Barmen Barmen-Mitte 51° 16′ 9″ N, 7° 11′ 57,4″ O                         |                                       | Sunniten (türkischsprachig) DİTİB                                                                                    | |
| Abu-Bakr-Moschee (alt)                                              |      | Barmen Loh 51° 16′ 4,1″ N, 7° 10′ 43,6″ O                                |                                       | Sunniten (arabischsprachig)                                                                                          | Nutzung bis zur Einweihung des Neubaus 2008                                                                                              |
| Abu-Bakr-Moschee (neu)                                              |      | Barmen Friedrich-Engels-Allee 51° 15′ 49″ N, 7° 10′ 59,1″ O              | 2008                                  | Sunniten (arabischsprachig)                                                                                          | |
| Alte Synagoge Barmen                                                |      | Barmen Barmen-Mitte 51° 16′ 31″ N, 7° 12′ 8″ O                           | 1897                                  | jüdisch Israelitische Kultusgemeinde Barmen                                                                          | zerstört 1938 |
| Bergische Synagoge                                                  |      | Barmen Barmen-Mitte 51° 16′ 17,7″ N, 7° 11′ 50,6″ O                      | 2001–2002                             | jüdisch Jüdische Kultusgemeinde Wuppertal                                                                            | |
| Sri-Durga-Tempel Wuppertal                                          |      | Barmen Loh 51° 15′ 51,8″ N, 7° 10′ 26,6″ O                               |                                       | hinduistisch | 2009 aufgegeben. Der Tempel wurde von Tamilen aus Sri Lanka unterhalten.                                                                 |
| Buddhistisches Zentrum Wuppertal                                    |      | Barmen Friedrich-Engels-Allee 51° 15′ 32,8″ N, 7° 10′ 9,6″ O             |                                       | buddhistisch Karma-Kagyü-Schule (Diamantweg)                                                                         | |
| Alte Kirche Wupperfeld                                              |      | Oberbarmen Oberbarmen-Schwarzbach 51° 16′ 31,3″ N, 7° 12′ 45,7″ O        | 1779–1785                             | evangelisch ehem. Kirchengemeinde Gemarke-Wupperfeld                                                                 | 2014 geschlossen, denkmalgeschützt seit 1989                                                                                             |
| Kirchsaal Hügelstraße                                               |      | Oberbarmen Oberbarmen-Schwarzbach 51° 16′ 35,3″ N, 7° 13′ 31,3″ O        | 1903–1904; Wiederaufbau 1952          | evangelisch Kirchengemeinde Gemarke-Wupperfeld                                                                       | auch Gottesdienststätte des Tamilischen Gottesdiensts Wuppertal                                                                          |
| Immanuelskirche                                                     |      | Oberbarmen Oberbarmen-Schwarzbach 51° 16′ 33,4″ N, 7° 12′ 58,7″ O        | 1867–1869                             | Trägerverein Immanuelskirche ehem. Ev.-ref. Kirchengemeinde Wupperfeld                                               | seit 1984 Konzertkirche; denkmalgeschützt seit 1990                                                                                      |
| Alte Wichlinghauser Kirche                                          |      | Oberbarmen Wichlinghausen-Süd 51° 16′ 55,6″ N, 7° 12′ 49″ O              | 1743–1744                             | evangelisch ehem. Lutherische Gemeinde Wichlinghausen                                                                | 1927 abgebrannt |
| Wichlinghauser Kirche                                               |      | Oberbarmen Wichlinghausen-Süd 51° 16′ 55,6″ N, 7° 12′ 49″ O              | 1864–1867                             | evangelisch Diakonie Wuppertal                                                                                       | seit 2014 Stadtteilzentrum WiKi; denkmalgeschützt seit 1984                                                                              |
| Friedhofskapelle Friedhofstraße                                     |      | Oberbarmen Wichlinghausen-Nord 51° 17′ 0,3″ N, 7° 12′ 38,5″ O            |                                       | evangelisch Friedhofsverband Wuppertal                                                                               | |
| Friedhofskapelle Bartholomäusstraße                                 |      | Oberbarmen Wichlinghausen-Süd 51° 16′ 47,8″ N, 7° 12′ 35,4″ O            | 1860                                  | evangelisch Friedhofsverband Wuppertal                                                                               | Architekt: August Fischer |
| Friedhofskapelle Schellenbeck                                       |      | Oberbarmen Nächstebreck-West 51° 17′ 38,6″ N, 7° 12′ 56,8″ O             |                                       | evangelisch Friedhofsverband Wuppertal                                                                               | |
| Friedhofskapelle Friedhof Bracken/Junkersbeck                       |      | Oberbarmen Nächstebreck-Ost 51° 16′ 49,2″ N, 7° 14′ 11,4″ O              | 1897, Erweiterung 1960                | evangelisch Friedhofsverband Wuppertal                                                                               | |
| Kirche Hottenstein                                                  |      | Oberbarmen Nächstebreck-Ost 51° 17′ 45,9″ N, 7° 14′ 34,7″ O              | 1879                                  | evangelisch Kirchengemeinde Wichlinghausen-Nächstebreck                                                              | denkmalgeschützt seit 1989 |
| Evangeliumshalle                                                    |      | Oberbarmen Oberbarmen-Schwarzbach 51° 16′ 56,8″ N, 7° 13′ 58,1″ O        | 1930                                  | evangelisch Wuppertaler Stadtmission (Personalgemeinde)                                                              | |
| St. Johann Baptist                                                  |      | Oberbarmen Oberbarmen-Schwarzbach 51° 16′ 35,5″ N, 7° 13′ 16,9″ O        | 1888–1890                             | römisch-katholisch Pfarrverband Barmen-Nordost                                                                       | denkmalgeschützt seit 1993 |
| St. Mariä Himmelfahrt                                               |      | Oberbarmen Nächstebreck-Ost 51° 17′ 29,9″ N, 7° 14′ 9,7″ O               |                                       | römisch-katholisch Pfarrverband Barmen-Nordost                                                                       | |
| Haus der Begegnung                                                  |      | Oberbarmen Nächstebreck-West 51° 17′ 41,6″ N, 7° 12′ 29″ O               | 1974                                  | evangelisch Kirchengemeinde Schellenbeck-Einern                                                                      | |
| Evangelisch-Freikirchliche Gemeinde Wichlinghausen                  |      | Oberbarmen Wichlinghausen-Nord 51° 17′ 3,3″ N, 7° 13′ 0,1″ O             |                                       | evangelisch-freikirchlich BEFG-Gemeinde Wichlinghausen                                                               | |
| Evangelisch-methodistische Kirche Barmen                            |      | Oberbarmen Oberbarmen-Schwarzbach 51° 16′ 38,4″ N, 7° 12′ 14,7″ O        | 1989                                  | evangelisch-freikirchlich Methodistengemeinde Barmen                                                                 | |
| Heilsarmee Barmen                                                   |      | Oberbarmen Wichlinghausen-Süd 51° 16′ 45,5″ N, 7° 12′ 38,5″ O            |                                       | evangelisch-freikirchlich Heilsarmee-Korps Barmen                                                                    | |
| Christus Gemeinde Wuppertal                                         |      | Oberbarmen Nächstebreck-Ost 51° 17′ 14,2″ N, 7° 14′ 9,7″ O               | 2006–2007                             | evangelisch-freikirchlich Pfingstbewegung                                                                            | umgebaute Industriehalle |
| Neuapostolische Kirche Wuppertal-Nächstebreck                       |      | Oberbarmen Nächstebreck-Ost 51° 17′ 33,4″ N, 7° 14′ 20,9″ O              | 1973                                  | apostolisch Neuapostolische Gemeinde Nächstebreck                                                                    | 2013 geschlossen |
| Lutherkirche                                                        |      | Heckinghausen Heidt 51° 16′ 4,1″ N, 7° 12′ 41,3″ O                       | 1909–1911                             | evangelisch Kirchengemeinde Gemarke-Wupperfeld                                                                       | denkmalgeschützt seit 1984 |
| Johanniskirche                                                      |      | Heckinghausen                                                            | 1869–1872                             | evangelisch ehem. Evangelisch-lutherische Kirchengemeinde Wupperfeld                                                 | zerstört 1943, Ruine 1953 abgerissen |
| Stephanuskapelle                                                    |      | Heckinghausen 51° 16′ 16,3″ N, 7° 12′ 48″ O                              | 1850; 1930, 1959                      | evangelisch Friedhofsverband Wuppertal                                                                               | früher auch für Gottesdienste genutzt; heute Friedhofskapelle                                                                            |
| Paul-Gerhardt-Haus                                                  |      | Heckinghausen 51° 16′ 12,8″ N, 7° 13′ 31,8″ O                            | 1957                                  | evangelisch Kirchengemeinde Heckinghausen                                                                            | |
| Kirchsaal Ackerstraße                                               |      | Heckinghausen 51° 16′ 8,7″ N, 7° 13′ 28″ O                               | 1893–1894                             | evangelisch ehem. Kirchengemeinde Heckinghausen                                                                      | 2016 geschlossen |
| Auferstehungskirche                                                 |      | Heckinghausen 51° 16′ 3,6″ N, 7° 13′ 45,1″ O                             | 1929–1930                             | evangelisch Evangelischer Friedhofsverband Wuppertal                                                                 | Friedhofskapelle und Gottesdienststätte der Evangelischen Kirchengemeinde Heckinghausen                                                  |
| St. Elisabeth                                                       |      | Heckinghausen 51° 16′ 8,9″ N, 7° 13′ 2,2″ O                              | 1935–1937, 1948–1958                  | römisch-katholisch Pfarrgemeinde St. Elisabeth und St. Petrus                                                        | |
| St. Michaelis                                                       |      | Heckinghausen 51° 16′ 3,4″ N, 7° 13′ 16,1″ O                             | 1979/80                               | altlutherisch Kirchengemeinde St. Petri                                                                              | Ein Vorgängerbau von 1901 wurde im Winter 1978/79 abgerissen.                                                                            |
| Christliche Gemeinde Barmen                                         |      | Heckinghausen Heidt 51° 16′ 19,7″ N, 7° 12′ 40,8″ O                      |                                       | evangelisch-freikirchlich („freie Brüder“)                                                                           | seit 1900 in Gebrauch |
| Neuapostolische Kirche Wuppertal-Heckinghausen                      |      | Heckinghausen 51° 16′ 13,5″ N, 7° 13′ 6,8″ O                             | 1986–1988                             | apostolisch Neuapostolische Gemeinde Heckinghausen                                                                   | 2013 geschlossen. |
| St. Petrus                                                          |      | Langerfeld-Beyenburg Herbringhausen 51° 15′ 13,4″ N, 7° 14′ 7,4″ O       | 1910, 1966–1977                       | römisch-katholisch Pfarrgemeinde St. Elisabeth und St. Petrus                                                        | 2016 geschlossen, seit 2017 durch die syrisch-katholische Gemeinde genutzt                                                               |
| Klosterkirche St. Maria Magdalena                                   |      | Langerfeld-Beyenburg Beyenburg-Mitte 51° 15′ 0″ N, 7° 18′ 4,1″ O         | 1497                                  | römisch-katholisch Pfarrgemeinde St. Maria Magdalena                                                                 | denkmalgeschützt seit 1984 |
| Friedhofskapelle katholischer Friedhof Beyenburg                    |      | Langerfeld-Beyenburg Beyenburg-Mitte 51° 15′ 2,3″ N, 7° 18′ 4,9″ O       | 1964                                  | römisch-katholisch Pfarrgemeinde St. Maria Magdalena                                                                 | |
| Freie evangelische Gemeinde Beyenburg                               |      | Langerfeld-Beyenburg Beyenburg-Mitte 51° 15′ 4,7″ N, 7° 18′ 11,9″ O      |                                       | evangelisch-freikirchlich BFeG-Gemeinde Beyenburg                                                                    | |
| St. Raphael                                                         |      | Langerfeld-Beyenburg Langerfeld-Mitte 51° 16′ 22,9″ N, 7° 14′ 46,6″ O    | 1911, 1959                            | römisch-katholisch Pfarrgemeinde St. Raphael                                                                         | denkmalgeschützt seit 1994 |
| Friedhofskapelle Katholischer Friedhof Langerfeld                   |      | Langerfeld-Beyenburg Löhrerlen 51° 17′ 6,3″ N, 7° 14′ 56,4″ O            |                                       | römisch-katholisch Pfarrgemeinde St. Raphael                                                                         | Friedhof 2018 geschlossen |
| St. Paul                                                            |      | Langerfeld-Beyenburg Jesinghauser Straße 51° 16′ 56,1″ N, 7° 14′ 24,1″ O | 1972                                  | römisch-katholisch Pfarrgemeinde St. Raphael                                                                         | |
| Alte Kirche Langerfeld                                              |      | Langerfeld-Beyenburg Langerfeld-Mitte 51° 16′ 28,2″ N, 7° 14′ 40,1″ O    | 1768–1786                             | evangelisch Kirchengemeinde Langerfeld                                                                               | denkmalgeschützt seit 1984 |
| Beckacker Kirche                                                    |      | Langerfeld-Beyenburg Hilgershöhe 51° 17′ 10″ N, 7° 14′ 3,5″ O            | 1897–1898                             | evangelisch Kirchengemeinde Langerfeld                                                                               | |
| Friedhofskapelle evangelischer Friedhof Kohlenstraße                |      | Langerfeld-Beyenburg Langerfeld-Mitte 51° 16′ 37,8″ N, 7° 14′ 40,8″ O    |                                       | evangelisch Friedhofsverband Wuppertal                                                                               | |
| Kreuzkirche Langerfeld                                              |      | Langerfeld-Beyenburg Langerfeld-Mitte 51° 16′ 21,9″ N, 7° 14′ 19,1″ O    | 1910, 1952–1966                       | evangelisch ehem. Kirchengemeinde Langerfeld                                                                         | 2002 geschlossen und zum Wohnhaus umgebaut, denkmalgeschützt seit 1994                                                                   |
| Bornscheuerhaus                                                     |      | Langerfeld-Beyenburg Jesinghauser Straße 51° 16′ 57,8″ N, 7° 14′ 26,7″ O | 1970er Jahre                          | evangelisch ehem. Kirchengemeinde Langerfeld                                                                         | 2008 abgerissen |
| Pülsöhder Kirche                                                    |      | Langerfeld-Beyenburg Fleute 51° 16′ 29,3″ N, 7° 15′ 27,4″ O              |                                       | evangelisch Tin-Lanh-Gemeinde                                                                                        | ehem. Evangelische Kirchengemeinde Langerfeld                                                                                            |
| Christus Gemeinde Wuppertal (älteres Gemeindezentrum)               |      | Langerfeld-Beyenburg Jesinghauser Straße 51° 16′ 39,7″ N, 7° 14′ 15″ O   |                                       | evangelisch-freikirchlich Pfingstbewegung                                                                            | Umgebautes Fabrikgebäude, in Betrieb seit 1990. Geschlossen, später Moschee, heute eine Firma.                                           |
| Laaker Kirche                                                       |      | Langerfeld-Beyenburg Herbringhausen 51° 15′ 10,5″ N, 7° 14′ 11,9″ O      | 1899                                  | evangelisch Evangelische Kirchengemeinde Beyenburg-Laaken                                                            | |
| Evangelische Kirche Beyenburg                                       |      | Langerfeld-Beyenburg Beyenburg-Mitte 51° 14′ 54″ N, 7° 17′ 31,9″ O       | 1865–1866                             | evangelisch Evangelische Kirchengemeinde Beyenburg-Laaken                                                            | denkmalgeschützt seit 1984 |
| Haus der Christlichen Gemeinde Langerfeld                           |      | Langerfeld-Beyenburg Langerfeld-Mitte 51° 16′ 30,8″ N, 7° 14′ 59,4″ O    |                                       | evangelisch-freikirchlich („freie Brüder“)                                                                           | Gemeinde aufgelöst |
| Königreichssaal Wuppertal-Langerfeld                                |      | Langerfeld-Beyenburg Rauental 51° 16′ 26,4″ N, 7° 13′ 46,3″ O            |                                       | Zeugen Jehovas | Versammlungsstätte der Versammlungen Wuppertal-Barmen (mit Französisch-Gruppe) und Wuppertal-Kroatisch/Serbisch.                         |
| Neuapostolische Kirche Wuppertal-Langerfeld                         |      | Langerfeld-Beyenburg Langerfeld-Mitte 51° 16′ 28,3″ N, 7° 14′ 53,4″ O    | 1955                                  | apostolisch Neuapostolische Gemeinde Langerfeld                                                                      | |
| Assalam-Moschee                                                     |      | Langerfeld-Beyenburg Jesinghauser Straße                                 |                                       | Sunniten (deutsch- und arabischsprachig)                                                                             | Neue Moschee Assalam vom „Verein für Islam und Frieden e. V.“: Am Diek 40 in Wuppertal-Wichlinghausen                                    |
| Lutherkirche Ronsdorf                                               |      | Ronsdorf Ronsdorf-Mitte/Nord 51° 13′ 37,5″ N, 7° 11′ 57″ O               | 1790                                  | evangelisch Evangelische Kirchengemeinde Ronsdorf                                                                    | denkmalgeschützt seit 2002 |
| Paul-Gerhardt-Kirche                                                |      | Ronsdorf Schenkstraße 51° 13′ 15,5″ N, 7° 12′ 26,7″ O                    | 1965                                  | evangelisch ehem. Evangelische Kirchengemeinde Ronsdorf                                                              | Entwidmung 2004, Abriss am 13. Oktober 2008                                                                                              |
| Paul-Schneider-Haus                                                 |      | Ronsdorf Rehsiepen 51° 13′ 37,3″ N, 7° 13′ 3,7″ O                        | 1977                                  | evangelisch ehem. Evangelische Kirchengemeinde Ronsdorf                                                              | Nachfolgebau einer 1973 eingeweihten und 1975 durch Brand zerstörten Kleinkirche; heute Archiv des Kirchenkreises                        |
| Reformierte Kirche Ronsdorf                                         |      | Ronsdorf Ronsdorf-Mitte/Nord 51° 13′ 45,7″ N, 7° 11′ 48″ O               | 1858                                  | evangelisch Evangelisch-reformierte Kirchengemeinde Ronsdorf                                                         | denkmalgeschützt seit 1985 |
| Friedhofskapelle Reformierter Friedhof Ronsdorf                     |      | Ronsdorf Ronsdorf-Mitte/Nord 51° 13′ 59,8″ N, 7° 11′ 38″ O               |                                       | evangelisch Evangelisch-reformierte Kirchengemeinde Ronsdorf                                                         | |
| St. Joseph                                                          |      | Ronsdorf Blutfinke 51° 13′ 32,1″ N, 7° 11′ 54,7″ O                       |                                       | römisch-katholisch Pfarrverband Wuppertaler Südhöhen                                                                 | |
| Freie evangelische Gemeinde Ronsdorf                                |      | Ronsdorf Ronsdorf-Mitte/Nord 51° 13′ 39,6″ N, 7° 12′ 1,1″ O              |                                       | evangelisch-freikirchlich BFeG-Gemeinde Ronsdorf                                                                     | |
| Brüdergemeinde Ronsdorf                                             |      | Ronsdorf Schenkstraße 51° 13′ 23,5″ N, 7° 12′ 8,9″ O                     |                                       | evangelisch-freikirchlich („geschlossene Brüder“)                                                                    | |
| Neuapostolische Kirche Wuppertal-Ronsdorf                           |      | Ronsdorf Blombach-Lohsiepen 51° 13′ 35,5″ N, 7° 12′ 23,7″ O              | 1964                                  | apostolisch Neuapostolische Gemeinde Ronsdorf                                                                        | Seit dem 25. September 2016 geschlossen                                                                                                  |
| Friedhofskapelle Städtischer Friedhof Ronsdorf                      |      | Ronsdorf Blombach-Lohsiepen 51° 13′ 46,2″ N, 7° 12′ 55,5″ O              |                                       | nicht konfessionell Stadt Wuppertal                                                                                  | |

## Nahe der Stadtgrenze
| Name                    | Bild | Stadtbezirk Quartier Lage                                                                   | Erbauung | Religion/Konfession Träger | Bemerkungen |
| ----------------------- | ---- | ------------------------------------------------------------------------------------------- | -------- | -------------------------- | ----------- |
| Kapelle Maria im Schnee |      | Langerfeld-Beyenburg Beyenburg-Mitte (Stadtgebiet Ennepetal) 51° 14′ 55,6″ N, 7° 18′ 7,4″ O | 2009     | römisch-katholisch         |             |